# Tympanella galanthina
Tympanella galanthina är en svampart som först beskrevs av Cooke & Massee, och fick sitt nu gällande namn av E. Horak 1971. Tympanella galanthina ingår i släktet Tympanella och familjen Bolbitiaceae.   Inga underarter finns listade i Catalogue of Life.